# Franco Balan
Franco Balan (Aosta, 30 ottobre 1934 – Aosta, 14 aprile 2013) è stato un designer italiano.

## Attività
Franco Balan è stato un pittore e grafico e si è occupato prevalentemente di manifesti e immagini coordinate.
Socio onorario dell'AIAP (Associazione Italiana Design della Comunicazione Visiva), membro italiano dell'AGI, dell'ADI e dell'Académie Saint-Anselme. Ha disegnato manifesti (circa 3000), relativi soprattutto ad iniziative culturali nella sua regione, la Valle d'Aosta, e raccolto, negli anni, unarchivio di disegni, bozzetti e schizzi. È stato attivo, dagli anni '70, tra i grafici che animarono il movimento della Grafica di pubblica utilità. Ha organizzato mostre di designers e illustratori d'ogni parte del mondo, oltre a esposizioni regolari a La Salle, cui hanno partecipato, tra gli altri, Albe Steiner, Roland Topor, Milton Glaser, Grapus, Shigeo Fukuda, UG Sato, Bruno Munari, Franco Grignani e Roberto Sambonet.
La sua esperienza è oggi continuata, ad Aosta, dal figlio Joël, nell'atelier in via Xavier de Maistre.
Nel corso della sua carriera, si è aggiudicato dei premi, tra cui:
- premio Onu per la grafica nel 1978
- progettazione dei marchi e della segnaletica del Parco Nazionale del Gran Paradiso
- creazione del logo dell'Espace Mont-Blanc
- creazione dei manifesti per i XX Giochi olimpici invernali

## Esposizioni
Oltre alle numerose esposizioni ad Aosta, ha esposto al Museo del Palazzo di Wilanów, in diverse sedi a Tokio, al Museo Lahti in Finlandia, a Roma, a Barcellona e a Martigny. Ha realizzato l'esposizione Génération XX per l'Alliance Française.